# Domănești
Domănești (węg. Domahida) – wieś w Rumunii, w okręgu Satu Mare, w gminie Moftin. W 2011 roku liczyła 1087 mieszkańców. 